# Soyuz-FG

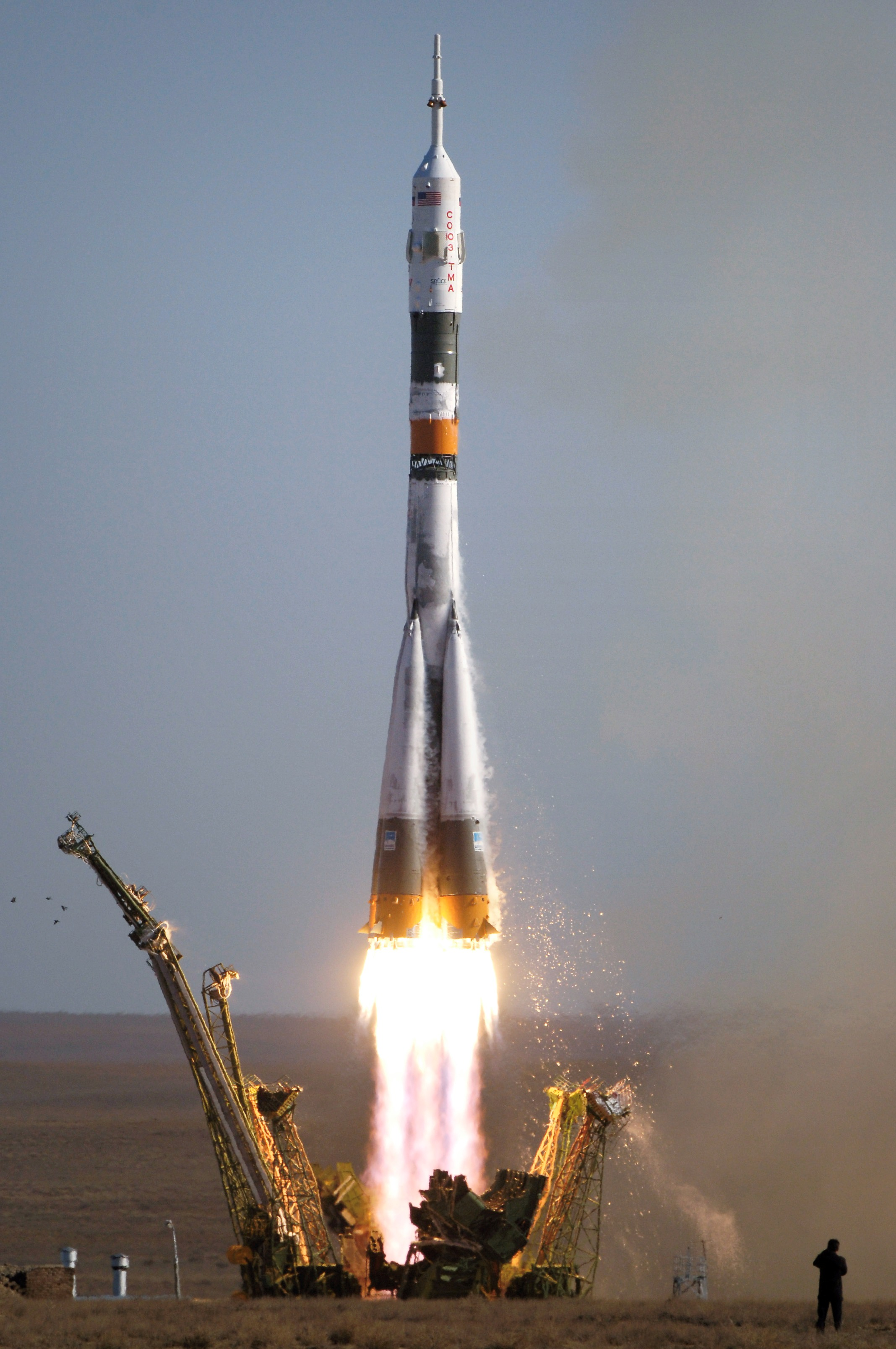
Lançamento da Soyuz TMA-9 no topo de um foguete Soyuz FG.

Soyuz-FG é um foguete russo, usado para transportar carga da superfície terrestre ao espaço. Desenvolvido para o programa russo Soyuz nos anos 90 pela empresa TsSKB-Progress, localizada em Samara, sob jurisdição da Roskosmos, a Agência Espacial Federal Russa, fez sua viagem inaugural em 20 de maio de 2001, transportando até a órbita terrestre uma nave não-tripulada Progress, em direção à Estação Espacial Internacional.
Desde outubro de 2002, o Soyuz-FG é o único lançador das missões Soyuz TMA à ISS. Em junho de 2010 o foguete já havia realizado 22 lançamentos, enviando para a estação 19 cápsulas tripuladas TMA e 3 não-tripuladas. Todos os lançamentos tem sido bem sucedidos. Uma outra versão do foguete é o Soyuz FG/Fregat, com um terceiro estágio - o Fregat - que, entre junho de 2003 e abril de 2008 enviou ao espaço nove espaçonaves com cargas comerciais. No total, o FG e sua variação já enviaram 31 cargas à órbita.
O foguete tem 49,5 m de altura (42,5 m a versão Fregat), diâmetro de 10,3 m e massa de 305 toneladas. A capacidade de carga do FG é de 7100 k e a da versão Fregat é de 7800 kg.
O foguete é lançado do Cosmódromo de Baikonur, no Casaquistão, de duas plataformas diferentes: a LC-1, para os FG e LC-2, para os FG/Fregat.